# Ignas Vėgėlė
Ignas Vėgėlė (ur. 22 lipca 1975 w Wilnie) – litewski prawnik, nauczyciel akademicki i polityk, w latach 2014–2022 prezes Litewskiej Rady Adwokackiej.

## Życiorys
W 1998 ukończył studia prawnicze na Uniwersytecie Wileńskim. Pracował m.in. w litewskim oddziale przedsiębiorstwa KPMG. Kształcił się także na Uniwersytecie Oksfordzkim. Jako nauczyciel akademicki związany z Uniwersytetem Michała Römera, kierował na tej uczelni katedrą prawa Unii Europejskiej. Doktoryzował się w 2002, w 2008 przeprowadzono postępowanie habilitacyjne. W 2009 objął stanowisko profesorskie. Autor lub współautor publikacji książkowych m.in. z zakresu prawa UE. Podjął również praktykę w zawodzie adwokata. W latach 2013–2016 pełnił funkcję przewodniczącego Litewskiego Stowarzyszenia Prawników. Od 2014 do 2022 zajmował stanowisko prezesa Litewskiej Rady Adwokackiej.
Od 1994 był członkiem Związku Chrześcijańskich Demokratów, w 1996 wszedł w skład zarządu tego ugrupowania. Następnie należał do Litewskich Chrześcijańskich Demokratów. Pełnił funkcje wiceprzewodniczącego (2002–2004) i przewodniczącego (2004–2006) zarządu partii. W 2024 zarejestrowano go jako kandydata w rozpisanych na maj tegoż roku wyborach prezydenckich. Uzyskał poparcie ze strony Litewskiego Związku Rolników i Zielonych. W pierwszej turze otrzymał 12,4% głosów, zajmując 3. miejsce wśród 8 kandydatów.
W tym samym roku z ramienia LVŽS uzyskał mandat posła na Sejm Republiki Litewskiej.